# Cajamarca (ciutat del Perú)

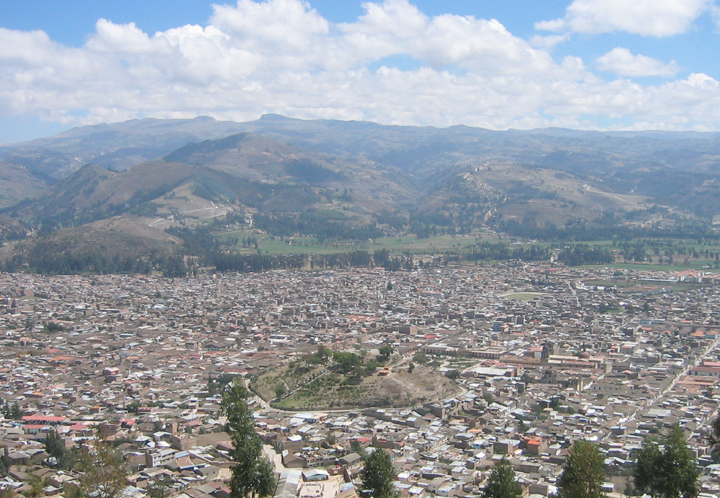
Vista aèria de Cajamarca

Cajamarca és una ciutat del Perú capital de la regió de Cajamarca. Situada a una altura de 2.720 m, als peus del turó de Santa Apolònia, la seva població és d'uns 283.767 habitants (2013). És una ciutat d'origen inca, però les úniques restes prehispàniques és l'anomenat cuarto del rescate, on suposadament es va produir la captura d'Atahualpa per Francisco Pizarro. Cal destacar l'arquitectura colonial del centre històric; les seves edificacions religioses daten de mitjan segle xvii i principis del segle xviii.